# Wassertorstraße 27 (Quedlinburg)

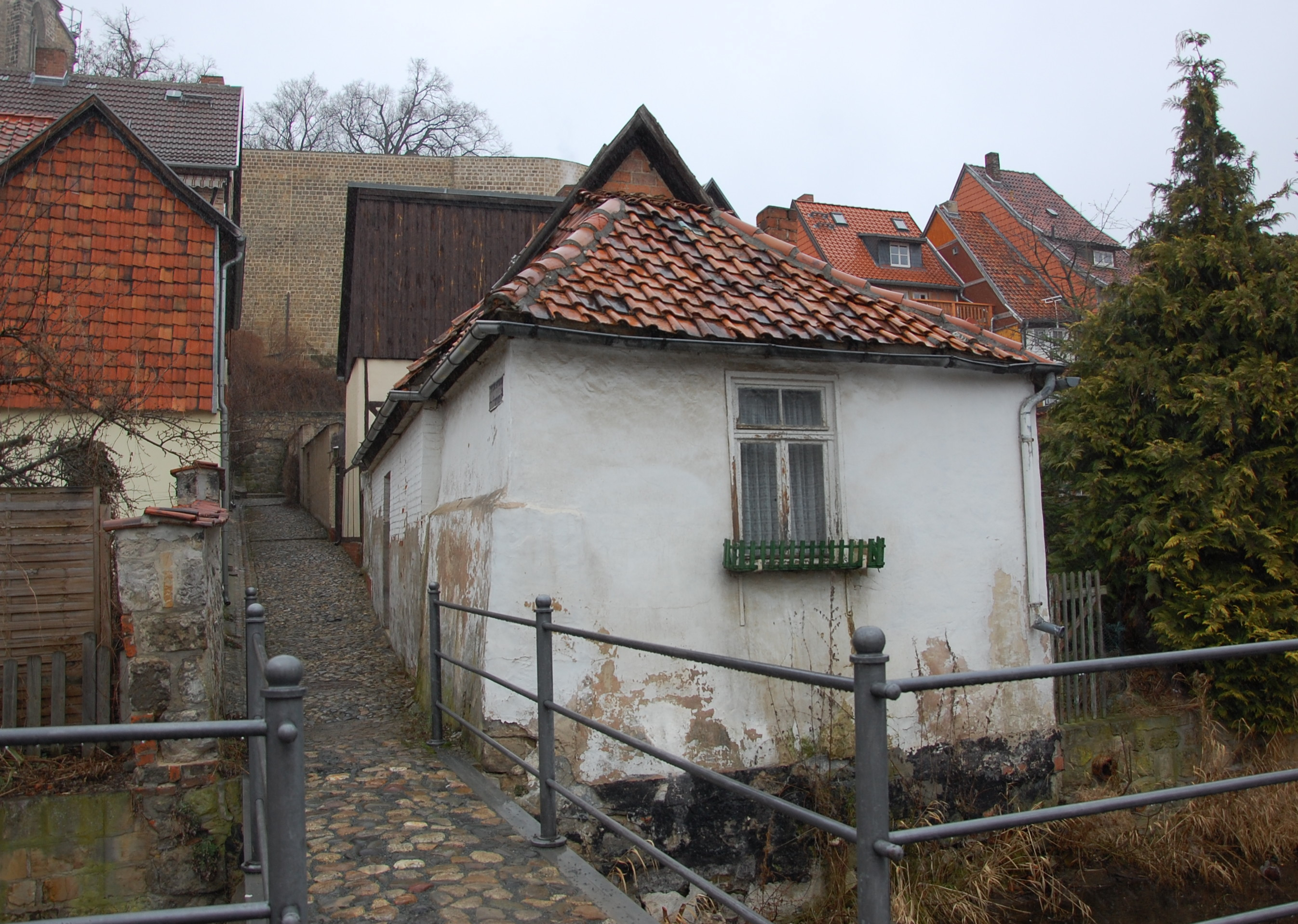
Haus Wassertorstraße 27

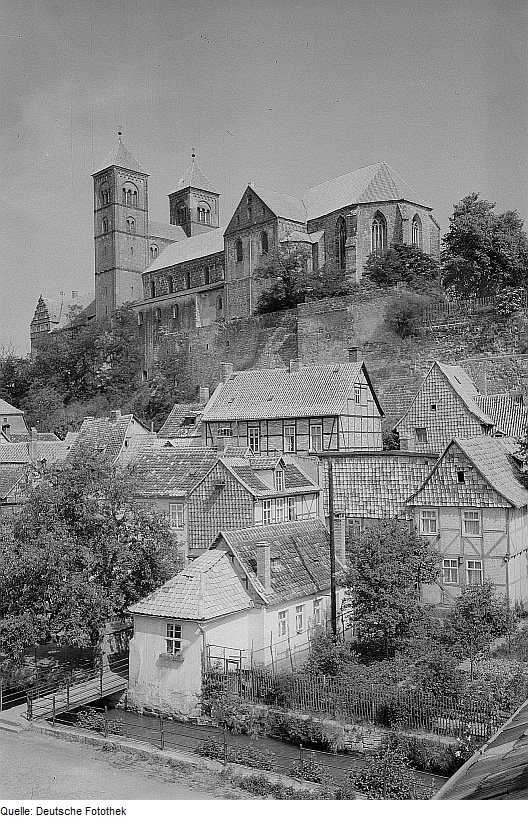
Blick über den Mühlgraben, im Vordergrund das Haus Wassertorstraße 27

Das Haus Wassertorstraße 27 ist ein denkmalgeschütztes Gebäude in der Stadt Quedlinburg in Sachsen-Anhalt.

## Lage
Das Gebäude befindet sich an der Südseite des Quedlinburger Schloßberges im Stadtteil Westendorf. Es ist im Quedlinburger Denkmalverzeichnis als Wohnhaus eingetragen und gehört zum UNESCO-Weltkulturerbe. Das Anwesen liegt unmittelbar am nördlichen Ufer des Mühlgrabens. Direkt westlich des Hauses verläuft eine kleine zur Wassertorstraße gehörenden Gasse, die von der höher gelegenen Wassertorstraße hinab zur Straße Unter dem Birnbaum führt. Unmittelbar am Haus führt ein kleiner Steg über den Mühlgraben. Nördlich grenzt das gleichfalls denkmalgeschützte Haus Wassertorstraße 26 an.

## Architektur und Geschichte
Das Haus entstand im 19. Jahrhundert als Tagelöhnerhaus und gliedert sich in zwei Teile. Der südliche, direkt an den Mühlgraben grenzende Teil, besteht aus einem starken Mauerwerk aus Bruchstein. Vermutlich gehörte das Mauerwerk im Kern bereits zur mittelalterlichen Befestigung Westendorfs. Nach Norden hin schließt sich ein etwas höheres, verputztes Fachwerkhaus an.